# Linda William
Pour les articles homonymes, voir William.
Linda William, née le 20 novembre 1964 à Paris 14e arrondissement et morte le 28 mars 2010 à Orvieto, est un mannequin et une chanteuse populaire française. 

## Biographie

### Succès
En 1985 est diffusé son premier 45 tours, C'est pas la peine. Mais c'est en 1989 qu'elle rencontre  le succès avec un album, Traces, qui produira quatre singles. Écrite par Jean-Patrick Capdevielle et composée par Romano Musumarra, la chanson Traces atteint la 21e place du Top 50 et connait également le succès dans certains pays étrangers, notamment au Liban.
Sa rencontre avec Romano Musumarra se fait en 1988, alors que ce dernier s'est séparé artistiquement de Jeanne Mas, pour qui il avait composé ses premiers tubes.
Cette même année, Linda William est en compétition pour la révélation de l'année aux Victoires de la musique. Cette récompense est finalement attribuée à Corinne Hermès pour sa chanson Dessine-moi.
En 1992, elle réapparaît avec le titre Chien et loup, suivi en 1993 par le single Un cœur qui bat, avec la participation de Debbie Davis dans les chœurs.
Enfin, elle prête sa voix sur divers projets, dont le titre On écrit sur les murs interprété par Demis Roussos et sur l'album Insieme a te du ténor Alessandro Safina.

### Vie privée
En 1994, elle a un fils Yohan avec le musicien et compositeur Romano Musumarra.

### Décès
Dans la nuit du 27 au 28 mars 2010, à Orvieto en Italie, Linda se suicide à l'âge de 45 ans, « à cause d'une vie trop difficile à vivre », selon l'annonce de sa nièce. Elle est inhumée le 2 avril suivant au cimetière de Villejuif.

## Discographie
- 1985 : C'est pas la peine (45 tours, maxi 45 tours) sous le nom de Linda William's
- 1988 : Traces (45 tours)
- 1989 : Traces (album dont sont extraits 4 singles : Traces, L'Autre Soleil, Rebelle et Boulevard des rêves)
- 1992 : Chien et loup (45 tours, maxi 45 tours, CD maxi, cassette) sous le nom de Linda William's
- 1993 : Un cœur qui bat (CD single) sous le nom de Linda William's